# Wooldridgeit
Das Mineral Wooldridgeit ist ein sehr seltenes, wasserhaltiges Diphosphat mit der chemischen Zusammensetzung Na2CaCu2+2(P2O7)2·10H2O. Es kristallisiert mit orthorhombischer Symmetrie und bildet blaugrüne, isometrische Kristalle in der Form gestauchter Oktaeder, die selten größer als 1 mm werden.
Wooldridgeit ist nur von wenigen Fundorten weltweit bekannt. Typlokalität ist der Judkins-Steinbruch bei Nuneaton in Warwickshire, England. Gebildet wird Wooldridgeit bei sehr niedrigen Temperaturen und Drucken beim Kontakt von calcium- und kupferhaltigen Gesteinen mit Grundwasser.

## Etymologie und Geschichte
Im September 1989 entdeckten R. E. Starkey und der Amateurmineraloge und Gemmologe James Wooldridge winzige bläuliche Kristalle eines ihnen unbekannten Minerals auf Proben aus dem seit drei Jahren stillgelegten Judkins-Steinbruch bei Nuneaton in Warwickshire, England. Wooldridge starb 1995, bevor das neue Mineral eingehend untersucht werden konnte. Neil Hubbard sandte die Proben zur Strukturbestimmung an Frank Hawthorne an das Department of Geological Sciences der University of Manitoba in Winnipeg, Manitoba in Kanada, wo es umfassend untersucht und als neues Mineral beschrieben wurde. Benannt wurde es nach seinem Entdecker James Wooldridge und 1997 mit der Nummer IMA 1997-037 von der International Mineralogical Association (IMA) als neues Mineral anerkannt.
Natürliche Polyphosphate waren lange Zeit unbekannt und man ging davon aus, dass sie sich unter geologisch relevanten Bedingungen nicht bilden können, bis 1983 mit Canaphit das erste natürliche Diphosphat beschrieben wurde.
Wooldridgeit ist das zweite Mineral mit einem Pyrophosphat-Anion. Seither (März 2020) wurden nur zwei weitere Polyphosphat-Minerale durch die IMA anerkannt, die Triphosphate Kanonerovit und Hylbrownit.

## Klassifikation
Da Wooldridgeit erst 1997 als eigenständiges Mineral anerkannt wurde, ist er in der veralteten 8. Auflage der Mineralsystematik nach Strunz noch nicht aufgeführt.
In der zuletzt 2018 überarbeiteten Lapis-Systematik nach Stefan Weiß, die formal auf der alten Systematik von Karl Hugo Strunz in der 8. Auflage basiert, erhielt das Mineral die System- und Mineralnummer VII/C.35-020. Dies entspricht der Klasse der „Phosphate, Arsenate und Vanadate“ und dort der Abteilung „Wasserhaltige Phosphate, ohne fremde Anionen“, wo Wooldridgeit zusammen mit Canaphit die Gruppe der „Wasserhaltige Diphosphate [P2O7]4−“ mit der Systemnummer VII/C.35 bildet.
Die von der International Mineralogical Association (IMA) zuletzt 2009 aktualisierte 9. Auflage der Strunz’schen Mineralsystematik ordnet den Wooldridgeit ebenfalls in die Klasse der „Phosphate, Arsenate und Vanadate“, dort aber in die Abteilung „Polyphosphate, Polyarsenate, [4]-Polyvanadate“ ein. Diese ist weiter unterteilt nach der Struktur der Phosphatkomplexe und der möglichen Anwesenheit von Hydroxidionen und/oder Kristallwasser. Das Mineral ist hier entsprechend seiner Zusammensetzung und seinem Aufbau in der Unterabteilung „Diphosphate usw. mit ausschließlich H2O“ zu finden, wo es als einziges Mitglied eine unbenannte Gruppe mit der Systemnummer 8.FC.25 bildet.
In der vorwiegend im englischen Sprachraum gebräuchlichen Systematik der Minerale nach Dana hat Wooldridgeit die System- und Mineralnummer 40.05.14.01. Auch das entspricht der Klasse der „Phosphate, Arsenate und Vanadate“ und dort der Abteilung „Wasserhaltige Phosphate etc.“. Hier findet er sich innerhalb der Unterabteilung „Wasserhaltige Phosphate etc., mit verschiedenen Formeln“ als einziges Mitglied in einer unbenannten Gruppe mit der Systemnummer 40.05.14.

## Chemismus
Wooldridgeit ist ein wasserhaltiges Natrium-Calcium-Kupfer-Diphosphat mit der idealisierten Zusammensetzung Na2CaCu2+2(P2O7)2·10H2O. Über mögliche Substitutionen ist wegen der Seltenheit von Wooldridgeit wenig bekannt. Die gemessene Zusammensetzung von Wooldridgeit aus der Typlokalität weist nur geringe Gehalte an Kalium und Magnesium auf:
- (Na1,96K0,03)Ca1,00(Cu2+1,85Mg0,04)P4,04O14·10H2O.[5]

Synthetisch ist noch ein Nickel-Äquivalent mit der Zusammensetzung Na2CaNi2+2(P2O7)2·10H2O bekannt.

## Kristallstruktur

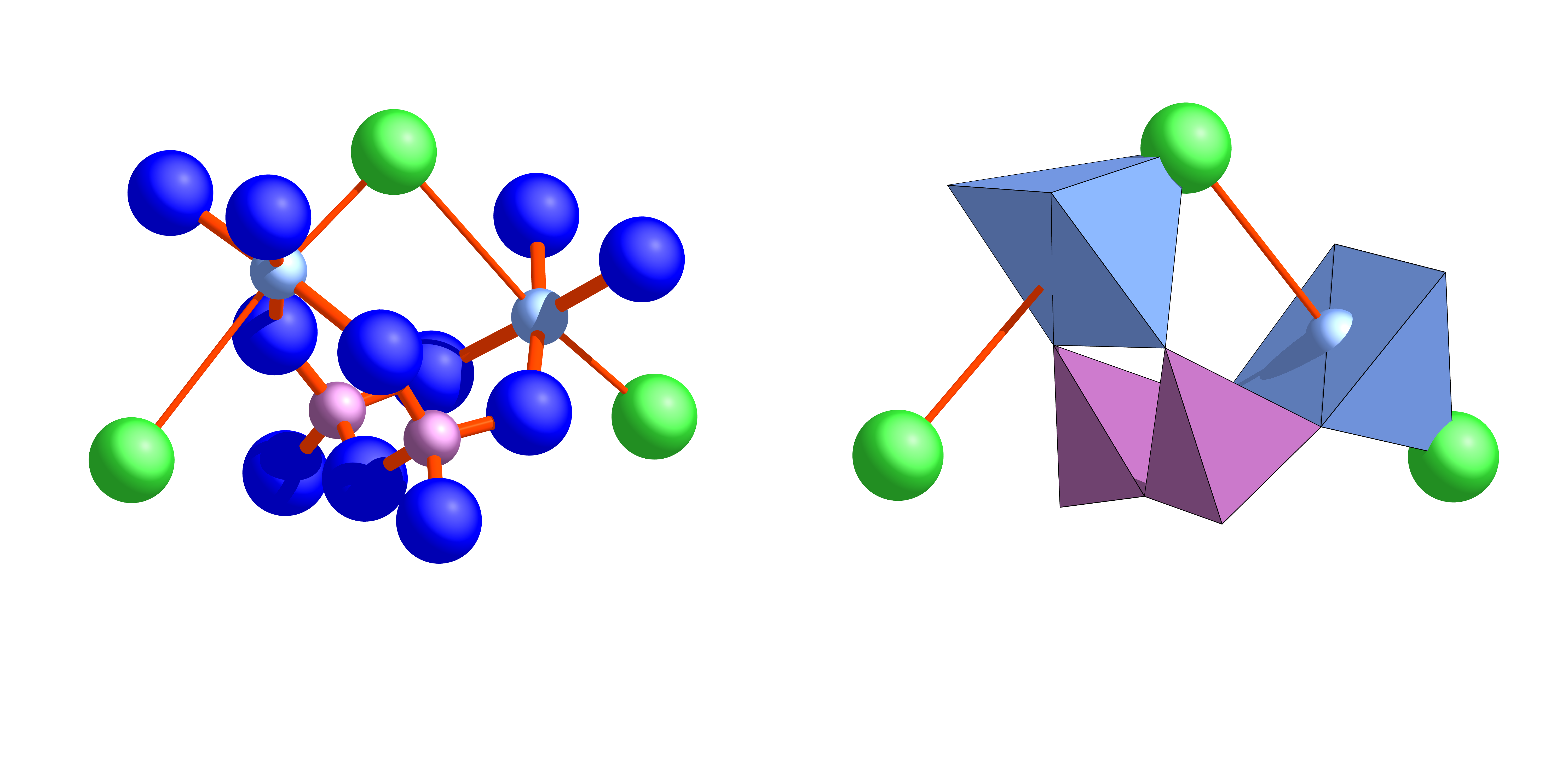
Wooldridgeite Struktur CuP2O7H2O-Gruppe

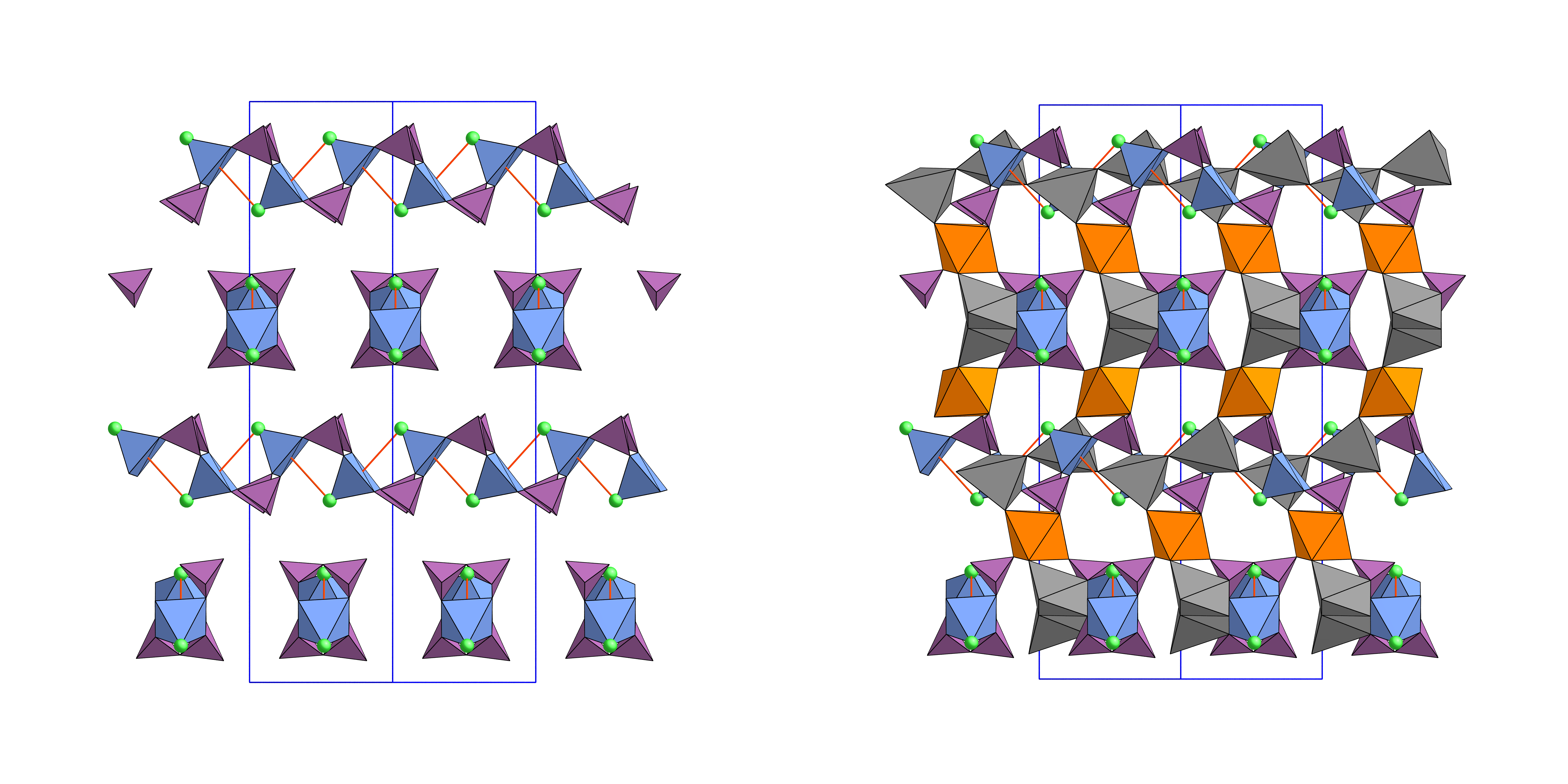
Wooldridgeit Struktur: Ketten der CuP2O7H2O-Gruppen, Blick senkrecht der b-Achse

Wooldridgeit kristallisiert mit orthorhombischer Symmetrie der Raumgruppe Fdd2 (Raumgruppen-Nr. 43) und 8 Formeleinheiten pro Elementarzelle. Der natürliche Wooldridgeit aus der Typlokalität hat die Gitterparameter a = 11,938(1) Å, b = 32,854(2) Å und c = 11,017(1) Å.
Phosphor (P5+) besetzt zwei tetraedrisch von 4 Sauerstoffionen umgebene Positionen. Die zwei Tetraeder sind über ein gemeinsames Sauerstoffion an einer Ecke zu einer P2O7-Gruppe verbunden.
Kupfer (Cu2+) ist von vier Sauerstoffen und zwei Wassermolekülen in Form eines Oktaeders umgeben, der durch den Jahn-Teller-Effekt entlang einer Ache zu einer viereckigen Bipyramide verzerrt ist. Die vier Sauerstoffe umgeben das Cu2+-Ion in Form eines 4-Ecks und bilden kurze Bindungen zum Kupfer. Die beiden Wassermoleküle liegen mit deutlich größeren Abstand an den Spitzen der Bipyramide und bilden nur sehr schwache Bindungen zum Kupfer. Diese Kupfer-Bipyramieden sind über ihre Spritzen sowie die P2O7-Gruppen zu Ketten entlang [101] verknüpft.
Natrium (Na+) ist oktaedrisch von zwei Sauerstoffen und vier Wassermolekülen umgeben. Diese Na-Oktaeder sind über gemeinsame Ecken zu Ketten entlang [101] verbunden, die neben den Cu2+(P2O7)(H2O)-Ketten liegen, mit denen sie auf einer Seite verbunden sind.
Calcium (Ca2+) ist oktaedrisch von vier Sauerstoffen und zwei Wassermolekülen umgeben. Die Ca-Oktaeder liegen zwischen den Cu-P-Na-Bändern und verknüpfen sie in Richtung der b-Achse.

## Bildung und Fundorte
Wooldridgeit kristallisiert bei sehr niedrigen Temperaturen und Drucken beim Kontakt von calcium- und kupferhaltigen Gesteinen mit Grundwasser.
In seiner Typlokalität, dem Judkins-Steinbruch bei Nuneaton in Warwickshire, England, findet sich Wooldridgeit zusammen mit Calcit, Baryt und Kupfersulfiden, bei deren Verwitterung er sich gebildet hat.
Bislang wurden nur zwei weitere Vorkommen von Wooldridgeit dokumentiert, die Grube Clara in Oberwolfach im Schwarzwald, Baden-Württemberg und die Roughton Gill Mine bei Caldbeck in der Unitary Authority Cumberland im Nordwesten Englands, wo Wooldridgeit zusammen mit Chrysokoll in porösen Quarzaggregaten auftritt.